# جينيفر ميلر

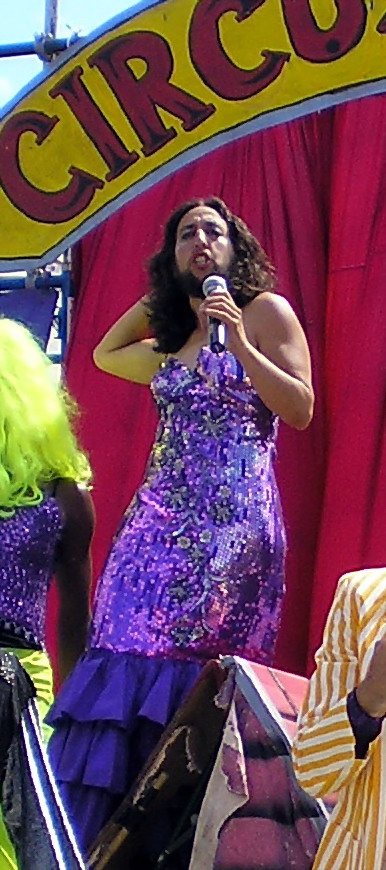
جنيفر ميلر

جنيفر ميلر (بالإنجليزية: Jennifer Miller)‏ (مواليد 1961) هي فنانة سيرك أميركية وكاتبة وأستاذة في معهد برات في بروكلين، نيويورك. عاشت بلحية لمعظم حياتها، وهو أمر نادر جداً بالنسبة لجنسها. وهي لاعبة خفة و ملتهمة نار. وتعيش حالياً في مدينة نيويورك.
جينيفر هي الابنة الصغرى لأستاذين صاحبيان ترعرعت في ولاية كونيتيكت، كاليفورنيا. أصبحت تشارك في الفنون المسرحية والمسرح في المدرسة الثانوية، وشاركت بمشهد راقص في وسط مدينة نيويورك في وقت مبكر الثمانينيات.
في حياتها المهنية بوصفها فنانة والممتد لأكثر من 20 عاماً، أدت مع العديد من مصممي الرقص والراقصين، ومع عدة شركات السيرك، وفي جزيرة كوني.
وفي عام 1989 شاركت في تأسيس فرقة الأداء السياسي اللاذع سيرك اموك في مدينة نيويورك وقد أدارت الفرقة منذ ذلك الوقت. وكانت أيضاً محور وثائقي تامي غولد شعوذة بين الجنسين وسيرك اموك وقد كانت موضوع العديد من الأفلام الوثائقية.
جينيفر معترف بها على نطاق واسع إثر عملها ونالت العديد من الجوائز بما في ذلك جائزة أوبي، بيسي، باكس 10, ومؤخراً جائزة الإيثيلي آيتشيلبيرجير. وهي تدرس حالياً في معهد برات في نيويورك، وقامت بالتدريس في العديد من الجامعات بما في ذلك جامعة كاليفورنيا، كال للفنون، كلية سكريبس، جامعة نيويورك.

في عام 2010, شاركت جينيفر بمثابة مضيفة ثانوية في فاجاينال ديفيس وقامت بأداء قطعة «التحدث من الحجاب الحاجز» في أداء المساحة 122.

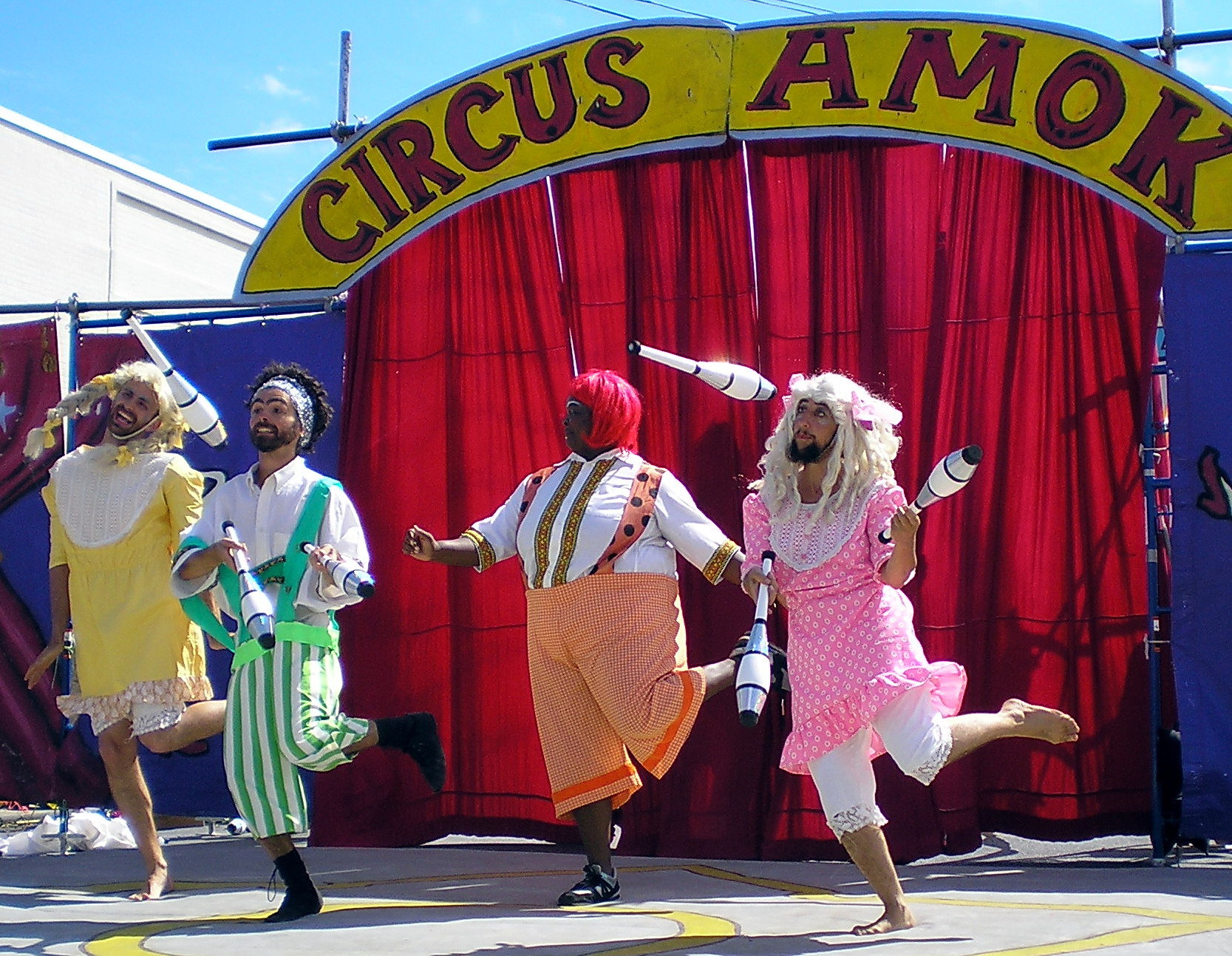

## وصلات خارجية
- Dinitia Smith (9 يونيو 1995). "Step Right Up! See the Bearded Person!". New York Times. مؤرشف من الأصل في 2019-07-01. اطلع عليه بتاريخ 2011-11-02.

- Michelle Markelz (29 سبتمبر 2011). "Interview with Jennifer Miller: The Bearded Lady". Vox Magazine – Columbia Missourian. مؤرشف من الأصل في 2013-02-05. اطلع عليه بتاريخ 2011-11-02.

- Founder of political theater/circus to perform at MCLA
- The Independent Student Publication of Massachusetts College of Liberal Arts[وصلة مكسورة], 2007